# Bibliographie sur James Wolfe
Cette bibliographie de James Wolfe propose une liste (incomplète) des ressources disponibles sur le général britannique James Wolfe, en français et en anglais.

## En français
- Joy Carroll (trad. de l'anglais par Suzanne Anfossi), Wolfe et Montcalm : la véritable histoire de deux chefs ennemis, Montréal, Éditions de l'Homme, 2006, 362 p. (ISBN 978-2-7619-2192-3, OCLC 1069497424)
- Charles P. Stacey « Wolfe, James », dans Dictionnaire biographique du Canada en ligne, University of Toronto et Université Laval, 2000.
- Louis Le Jeune. « James Wolfe », dans Dictionnaire Général de biographie, histoire, littérature, agriculture, commerce, industrie et des arts, sciences, mœurs, coutumes, institutions politiques et religieuses du Canada, vol. 2, Ottawa : Université d'Ottawa, 1931, p. 818-821 (en ligne)
- Philippe-Baby Casgrain. La maison de Borgia, premier poste de Wolfe à la bataille des plaines d'Abraham : où était-elle située?, Ottawa : Chez Hope & Fils, 1904, pp. 45-62

## En anglais
- Stephen Brumwell. Paths of Glory: The Life and Death of General James Wolfe, Continuum International Publishing Group, 2007, 432 p.  (ISBN 978-0-7735-3261-8) (aperçu)
- (en) Joy Carroll, Wolfe & Montcalm : Their Lives, Their Times and the Fate of a Continent, Richmond Hill, Ont, Firefly Books, 2004, 302 p. (ISBN 978-1-55297-905-1, OCLC 937445674, présentation en ligne)
- New Brunswick Museum. « Bibliography. “Wolfiana” in the Archives & Research Library New Brunswick Museum », dans New Brunswick Museum (Site Web), 2003
- (en) René Chartrand (ill. Patrice Courcelle), Louisbourg 1758 : Wolfe's first siege, Oxford, Osprey Military, coll. « Campaign » (no 79), 2000, 96 p. (ISBN 978-1-84176-217-3).
- (en) Stuart Reid, Wolfe : the career of General James Wolfe from Culloden to Quebec, Rockville Centre, NY, Sarpedon, 2000, 224 p. (ISBN 978-1-885119-73-5)
- (en) Alan McNairn, Behold the hero : General Wolfe and the arts in the eighteenth century, Montreal Que, McGill-Queen's University Press, 1997, 306 p. (ISBN 978-0-7735-1539-0, OCLC 260046683, lire en ligne) (aperçu)
- (en) Oliver Warner, With Wolfe to Quebec : the path to glory, Collins, 1972, 224 p. (OCLC 471681111).
- (en) Robin Reilly, Wolfe of Quebec, Londres, Cassell, 2001 (1re éd. 1960), 366 p. (ISBN 978-0-304-35838-0).
- Anthony R. Wagner et W.W. Shaw-Zambra (préf. Sir Campbell Stuart), Wolfe : portraiture and genealogy., Quebec House permanent advisory committee, 1959 (OCLC 869427483, lire en ligne).
- (en) Christopher Hibbert, Wolfe at Quebec : the man who won the French and Indian War, New York, Cooper Square Press, 1999 (1re éd. 1959), 194 p. (ISBN 978-0-8154-1016-4 et 0-815-41016-6, OCLC 469671228).
- W. Stewart Wallace, ed., « James Wolfe », dans The Encyclopedia of Canada, Vol. VI, Toronto: University Associates of Canada, 1948, p. 315-316. (en ligne)
- Frederick Ernest Whitton (d). Wolfe and North America, Londres : Ernest Benn Limited, 1929, 420 p.
- William Templeton Waugh. James Wolfe, Man and Soldier, Montréal : Louis Carrier & Co, 1928, 333 p.
- Lawrence J. Burpee (en). « James Wolfe », dans The Oxford Encyclopaedia of Canadian History, Londres et Toronto : Oxford University Press, 1926, p. 690-691. (en ligne)
- John Campbell Sutherland. General Wolfe, Toronto : Ryerson Press, 1926, 31 p.
- Annie Elizabeth Chenells Wolfe-Aylward. The Pictorial life of Wolfe, Plymouth : Brendon and son, Ltd., 1926, 213 p.
- John Clarence Webster (en). A Study of the Portraiture of James Wolfe, Ottawa : Printed for the Royal Society of Canada, 1925, p. 47-65
- William Wood. The Winning of Canada: A Chronicle of Wolfe, Toronto : Glasgow, Brook & Co., 1915, 152 p. (aperçu)
- John Mason Clarke. Results of Excavations at the Site of the French "Custom House" or "General Wolfe's House" on Peninsula Point in Gaspe Bay, Montréal : C.A. Marchand, 1911, 23 p.
- Edward Salmon. General Wolfe, Toronto : Cassell & Co., 1909?, 248 p.
- Beckles Willson (en). The Life and Letters of James Wolfe, Londres : William Heinemann, 1909, 522 p. (en ligne)
- Henri-Raymond Casgrain. Wolfe and Montcalm, Toronto : Morang & Co., 1905, 296 p. (en ligne)
- Arthur George Doughty (en). The Siege of Quebec and the battle of the Plains of Abraham, Quebec : Dussault & Proulx, 1901, 6 volumes
- Arthur Granville Bradley (en). Wolfe, Londres : Macmillan and Co., Limited, 1895, 214 p.
- Francis Parkman. Montcalm and Wolfe, Boston : Little, Brown and Company, 1884, (en ligne : volume 1, volume 2)
- Robert Wright. The Life of Major-General James Wolfe, Londres : Chapman and Hall, 1864, 626 p. (en ligne)
- Lorenzo Sabine (en). An Address before the New england Historic-Genealogical Society, in the Hall of the House of Representatives of Massachusetts, Tuesday, Sept. 13th, 1859 : The hundredth anniversary of the death of Major General James Wolfe..., Boston : A. Williams & Co., 1859, 100 p.
- Andrew Bell. General James Wolfe, His Life and Death: A Lecture Delivered in the Mechanics' Institute Hall, Montreal, on Tuesday, September 13, 1859, being the Anniversary Day of the Battle of Quebec, fought a Century before in which Britain lost a Hero and Won a Province, Quebec: J. Lovell, 1859, 52 p.
- Israel Mauduit (en). An Apology for the Life and Actions of General Wolfe: Against the Misrepresentations in a Pamphlet, called, A Counter Address to the Public, with some other Remarks on that Performance, Londres, 1765, 69 p.
- John Bart Pringle. Life of General James Wolfe, the conqueror of Canada, or, The elogium of that renowned hero : attempted according to the rules of eloquence with a monumental inscription Latin and English to perpetuate his memory, Londres : Printed for G. Kearsly, 1760, 24 p. (en ligne)
- Grove of Richmond. A letter to a Right Honourable Patriot upon the glorious success at Quebec: in which is drawn a parallel between a good and bad general, a scene exhibited wherein are introduced (besides others) three of the greatest names in Britain, and a particular account of the manner of General Wolfe's death, with a postscript which enumerates the other conquests mentioned in the London address, Londres : Printed for J. Burd, 1759, 58 p.